# گل شیپوری آمریکایی
گل شیپوری آمریکایی (نام علمی: Arisaema triphyllum) نام یک گونه از تیره گل‌شیپوریان است.